# Roblox Corporation
Roblox Corporation è una casa sviluppatrice di videogiochi statunitense con sede a San Mateo, in California. Fondata nel 2004 da David Baszucki ed Erik Cassel, la società è lo sviluppatore di Roblox, uscito nel 2006. Al 31 dicembre 2021, la Roblox Corporation ha circa 1600 impiegati.

## Storia
Roblox Corporation è stata fondata da David Baszucki ed Erik Cassel. Baszucki aveva precedentemente fondato Knowledge Revolution, una società di software educativo, nel 1989. Quell'anno, attraverso l'azienda, lui e Cassel svilupparono Interactive Physics, una simulazione fisica 2D. Knowledge Revolution ha seguito questo con Working Model, che simulava dispositivi meccanici. L'azienda è stata infine acquistata nel dicembre 1998 per 20 milioni di dollari da MSC Software, dove Baszucki e Cassel hanno ottenuto posizioni dirigenziali. Baszucki era vicepresidente e direttore generale dell'azienda dal 2000 al 2002, quando ha lasciato MSC Software per fondare Baszucki & Associates, una società angel investor. Lui e Cassel hanno fondato la Roblox Corporation nel 2004. Lavorando da un ufficio a Menlo Park, in California, hanno iniziato il lavoro preliminare sul videogioco DynaBlocks, che è stato lanciato in uno stato beta nello stesso anno. Il nome del gioco è stato cambiato in Roblox nel 2005 e il gioco è stato distribuito a partire dal 1º settembre 2006.
Cassel è morto di cancro l'11 febbraio 2013. Nel dicembre 2013, Roblox Corporation aveva 68 dipendenti, che ha portato a 163 entro dicembre 2016. La società si è assicurata un investimento di 82 milioni di dollari nel marzo 2017 attraverso un round di finanziamento guidato da Meritech Capital Partners e Index Ventures. Osservando l'espansione internazionale, Roblox Corporation ha fondato Roblox International e ha assunto Chris Misner come presidente nel maggio 2018. Sotto Misner, Roblox è stato lanciato in cinese (in collaborazione con Tencent), tedesco e francese nel 2019. Nell'ottobre 2018, la società ha acquisito PacketZoom, uno sviluppatore di software di ottimizzazione delle reti mobili. PacketZoom, inclusi i suoi dipendenti e fondatore e direttore tecnico Chetan Ahuja, è stato fuso in Roblox Corporation.

## Controversie
Nel 2019 il compositore Tommy Tallarico accusò gli sviluppatori di Roblox (2006) di aver utilizzato senza permesso l'utilizzo del suono di morte oof, originariamente utilizzato in Messiah (2000) e che risulta realizzato dallo stesso compositore. La disputa legale terminò nel 2022 e il suono venne rimosso da tutti i giochi della Roblox Corporation.